# Saint-Dizant-du-Gua
Saint-Dizant-du-Gua [sɛ̃ dizɑ̃ dy ɡa] est une commune du sud-ouest de la France, située dans le département de la Charente-Maritime (région Nouvelle-Aquitaine).
Ses habitants sont appelés les Saint-Dizanais et les Saint-Dizanaises.

## Géographie

### Localisation et accès
La commune de Saint-Dizant-du-Gua se situe dans le sud-ouest du département de la Charente-Maritime, en région Nouvelle-Aquitaine, dans l'ancienne province de Saintonge. Appartenant au midi de la France — on parle plus précisément de « midi atlantique », au cœur de l'arc atlantique, elle peut être rattachée à deux grands ensembles géographiques, le Grand Ouest français et le Grand Sud-Ouest français.
Cette commune rurale appartient au canton de Pons et est située sur la rive droite de l'estuaire de la Gironde.
Saint-Dizant-du-Gua est une des étapes d'un sentier de grande randonnée balisé, le GR 360.

### Communes limitrophes
|                                       | Saint-Fort-sur-Gironde | Lorignac               |
| Bégadan (Gironde, par un quadripoint) | Saint-Dizant-du-Gua    | Saint-Ciers-du-Taillon |
| Saint-Christoly-Médoc (Gironde)       | Saint-Thomas-de-Conac  | Sainte-Ramée           |

Les communes de Bégadan et Saint-Christoly-Médoc sont sur la rive gauche de l'estuaire de la Gironde.

## Urbanisme

### Typologie
Au 1er janvier 2024, Saint-Dizant-du-Gua est catégorisée commune rurale à habitat très dispersé, selon la nouvelle grille communale de densité à 7 niveaux définie par l'Insee en 2022.
Elle est située hors unité urbaine et hors attraction des villes,.
La commune, bordée par l'estuaire de la Gironde, est également une commune littorale au sens de la loi du 3 janvier 1986, dite loi littoral. Des dispositions spécifiques d’urbanisme s’y appliquent dès lors afin de préserver les espaces naturels, les sites, les paysages et l’équilibre écologique du littoral, tel le principe d'inconstructibilité, en dehors des espaces urbanisés, sur la bande littorale des 100 mètres, ou plus si le plan local d’urbanisme le prévoit.

### Occupation des sols
L'occupation des sols de la commune, telle qu'elle ressort de la base de données européenne d’occupation biophysique des sols Corine Land Cover (CLC), est marquée par l'importance des territoires agricoles (60,2 % en 2018), une proportion identique à celle de 1990 (60,2 %). La répartition détaillée en 2018 est la suivante : 
eaux maritimes (25,4 %), cultures permanentes (22,9 %), terres arables (14,6 %), zones agricoles hétérogènes (14,3 %), prairies (8,4 %), zones humides côtières (7 %), forêts (6,4 %), zones urbanisées (0,9 %). L'évolution de l’occupation des sols de la commune et de ses infrastructures peut être observée sur les différentes représentations cartographiques du territoire : la carte de Cassini (XVIIIe siècle), la carte d'état-major (1820-1866) et les cartes ou photos aériennes de l'IGN pour la période actuelle (1950 à aujourd'hui).

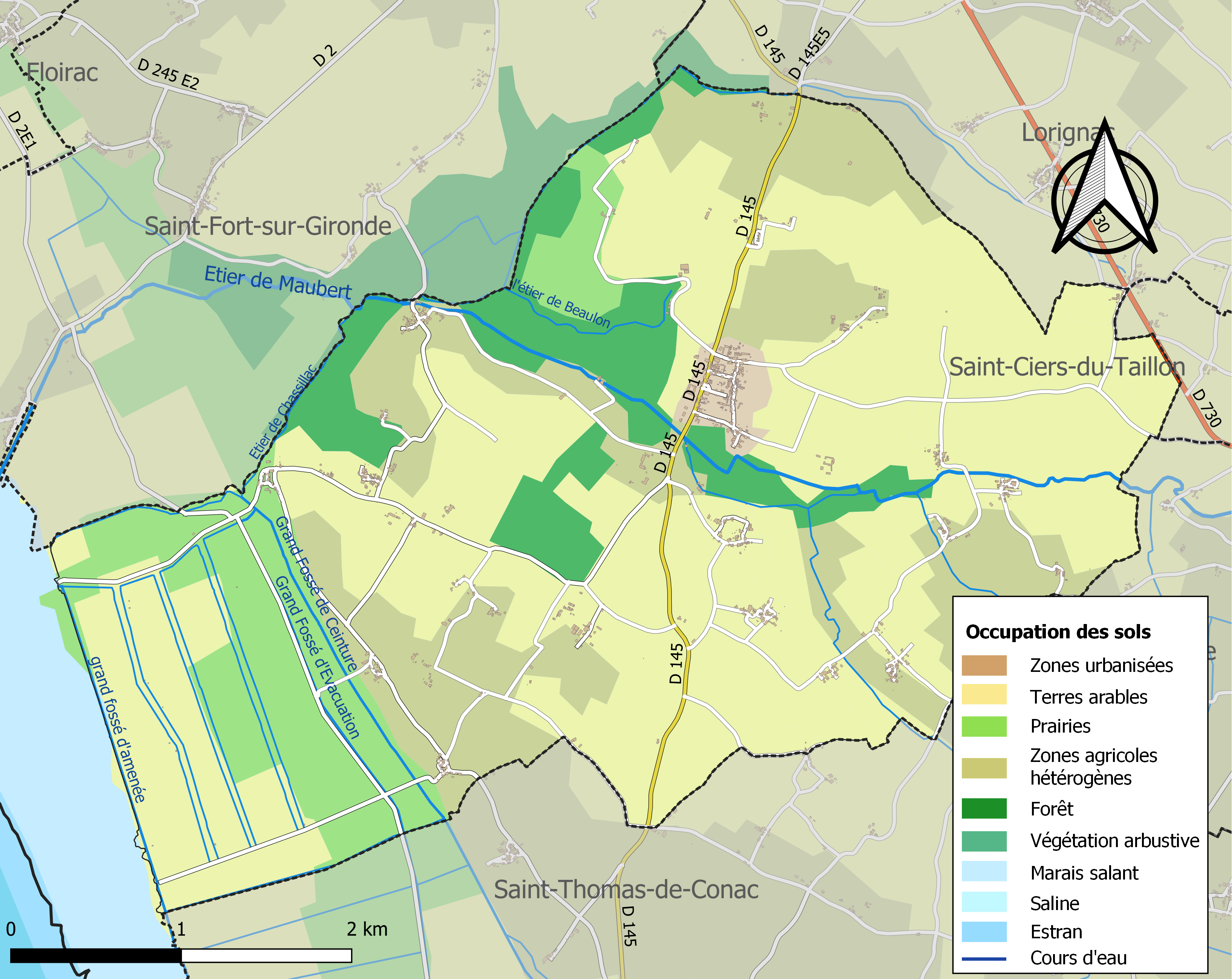
Carte des infrastructures et de l'occupation des sols de la commune en 2018 (CLC).

### Risques majeurs
Le territoire de la commune de Saint-Dizant-du-Gua est vulnérable à différents aléas naturels : météorologiques (tempête, orage, neige, grand froid, canicule ou sécheresse), inondations, mouvements de terrains et séisme (sismicité faible). Il est également exposé à deux risques technologiques, le transport de matières dangereuses et le risque nucléaire. Un site publié par le BRGM permet d'évaluer simplement et rapidement les risques d'un bien localisé soit par son adresse soit par le numéro de sa parcelle.

#### Risques naturels
Certaines parties du territoire communal sont susceptibles d’être affectées par le risque d’inondation par débordement de cours d'eau, notamment l'étier de Maubert, et par submersion marine. La commune a été reconnue en état de catastrophe naturelle au titre des dommages causés par les inondations et coulées de boue survenues en 1982, 1993, 1999 et 2010,.

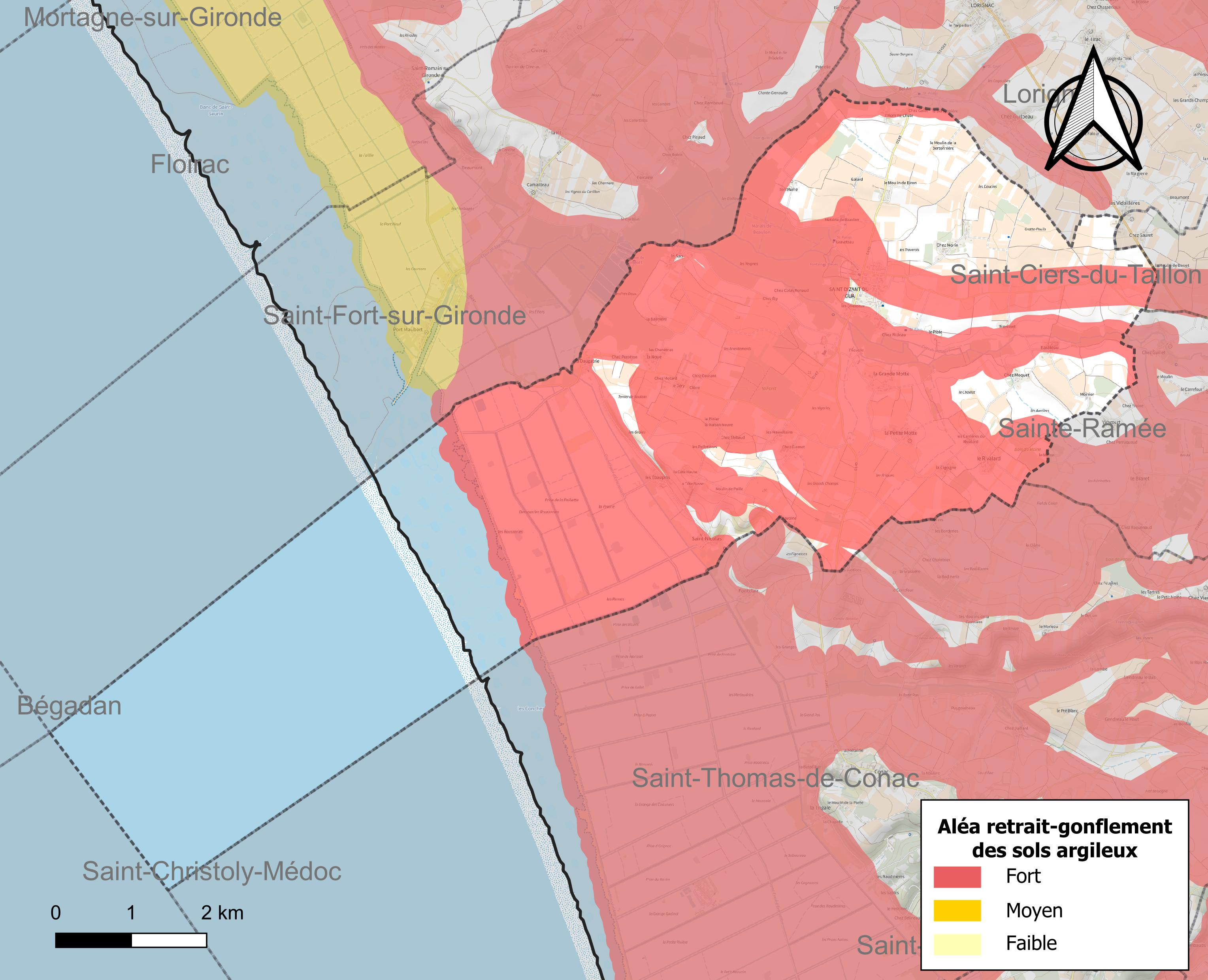
Carte des zones d'aléa retrait-gonflement des sols argileux de Saint-Dizant-du-Gua.

Les mouvements de terrains susceptibles de se produire sur la commune sont des tassements différentiels.
Le retrait-gonflement des sols argileux est susceptible d'engendrer des dommages importants aux bâtiments en cas d’alternance de périodes de sécheresse et de pluie. 52,8 % de la superficie communale est en aléa moyen ou fort (54,2 % au niveau départemental et 48,5 % au niveau national). Sur les 412 bâtiments dénombrés sur la commune en 2019, 323 sont en aléa moyen ou fort, soit 78 %, à comparer aux 57 % au niveau départemental et 54 % au niveau national. Une cartographie de l'exposition du territoire national au retrait gonflement des sols argileux est disponible sur le site du BRGM,.
Par ailleurs, afin de mieux appréhender le risque d’affaissement de terrain, l'inventaire national des cavités souterraines permet de localiser celles situées sur la commune.
Concernant les mouvements de terrains, la commune a été reconnue en état de catastrophe naturelle au titre des dommages causés par la sécheresse en 2005 et par des mouvements de terrain en 1999 et 2010.

#### Risques technologiques
Le risque de transport de matières dangereuses sur la commune est lié à sa traversée par une ou des infrastructures routières ou ferroviaires importantes ou la présence d'une canalisation de transport d'hydrocarbures. Un accident se produisant sur de telles infrastructures est susceptible d’avoir des effets graves sur les biens, les personnes ou l'environnement, selon la nature du matériau transporté. Des dispositions d’urbanisme peuvent être préconisées en conséquence.
La commune étant située totalement dans le périmètre du plan particulier d'intervention (PPI) de 20 km autour de la centrale nucléaire du Blayais, elle est exposée au risque nucléaire. En cas d'accident nucléaire, une alerte est donnée par différents médias (sirène, sms, radio, véhicules). Dès l'alerte, les personnes habitant dans le périmètre de 2 km se mettent à l'abri. Les personnes habitant dans le périmètre de 20 km peuvent être amenées, sur ordre du préfet, à évacuer et ingérer des comprimés d’iode stable,,.

## Toponymie
Avant d'adopter son nom actuel, le village aurait été désigné sous le nom de "Combe".
Le nom de la commune provient de Dicentius, évêque de Saintes au VIIIe siècle, ainsi que du terme « Gua ». Ce dernier semble dériver du latin vadum, ayant donné au Moyen Âge le nom « Vado », avant de devenir « Gua », qui serait un terme d'origine occitane désignant un gué. En effet, le ruisseau du Taillon traverse le bourg. Un gué doit y être à l'origine de son implantation.

## Histoire
La paroisse de Saint-Dizant-de-Cosnac ou Saint-Dizant-du-Gua appartenait, sous l'Ancien Régime, au comté de Cosnac.

## Administration

### Liste des maires

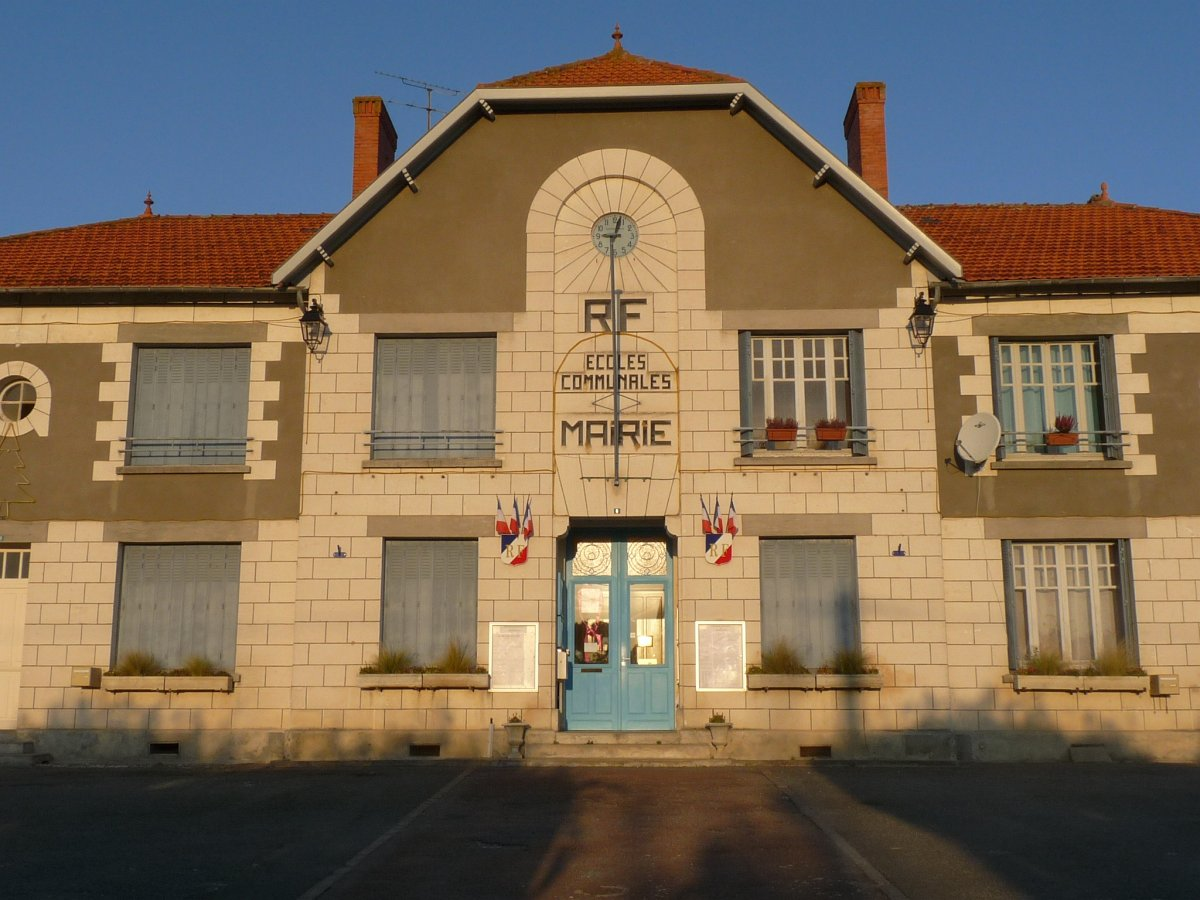
La mairie

| Période                                  | Période  | Identité                | Étiquette | Qualité              |
| ---------------------------------------- | -------- | ----------------------- | --------- | -------------------- |
| 1815                                     | 1830     | Josias de Brémond d'Ars |           | Propriétaire         |
| 1995                                     | 2014     | Jean-Marie Boireau      | Centre    | Viticulteur retraité |
| 2014                                     | En cours | Jean-François Mazzocchi |           | Retraité             |
| Les données manquantes sont à compléter. |          |                         |           |                      |

### Région
À la suite de la mise en application de la réforme administrative de 2014 ramenant le nombre de régions de France métropolitaine de 22 à 13, la commune appartient depuis le 1er janvier 2016 à la région Nouvelle-Aquitaine, dont la capitale est Bordeaux. De 1972 au 31 décembre 2015, elle a appartenu à la région Poitou-Charentes, dont le chef-lieu était Poitiers.

## Démographie

### Évolution démographique
L'évolution du nombre d'habitants est connue à travers les recensements de la population effectués dans la commune depuis 1793. Pour les communes de moins de 10 000 habitants, une enquête de recensement portant sur toute la population est réalisée tous les cinq ans, les populations de référence des années intermédiaires étant quant à elles estimées par interpolation ou extrapolation. Pour la commune, le premier recensement exhaustif entrant dans le cadre du nouveau dispositif a été réalisé en 2006.

En 2022, la commune comptait 501 habitants, en évolution de −5,47 % par rapport à 2016 (Charente-Maritime : +4,04 %, France hors Mayotte : +2,11 %).
| 1793  | 1800  | 1806  | 1821  | 1831  | 1836  | 1841  | 1846  | 1851  |
| ----- | ----- | ----- | ----- | ----- | ----- | ----- | ----- | ----- |
| 1 312 | 1 359 | 1 244 | 1 348 | 1 453 | 1 390 | 1 420 | 1 371 | 1 315 |

| 1856  | 1861  | 1866  | 1872  | 1876  | 1881  | 1886  | 1891  | 1896  |
| ----- | ----- | ----- | ----- | ----- | ----- | ----- | ----- | ----- |
| 1 340 | 1 323 | 1 307 | 1 234 | 1 227 | 1 233 | 1 240 | 1 164 | 1 184 |

| 1901  | 1906  | 1911  | 1921 | 1926  | 1931  | 1936 | 1946 | 1954 |
| ----- | ----- | ----- | ---- | ----- | ----- | ---- | ---- | ---- |
| 1 092 | 1 075 | 1 084 | 983  | 1 017 | 1 005 | 935  | 880  | 821  |

| 1962 | 1968 | 1975 | 1982 | 1990 | 1999 | 2006 | 2011 | 2016 |
| ---- | ---- | ---- | ---- | ---- | ---- | ---- | ---- | ---- |
| 810  | 790  | 699  | 606  | 584  | 548  | 536  | 517  | 530  |

| 2021 | 2022 | - | - | - | - | - | - | - |
| ---- | ---- | - | - | - | - | - | - | - |
| 513  | 501  | - | - | - | - | - | - | - |

## Lieux et monuments

### L’église Saint-Michel

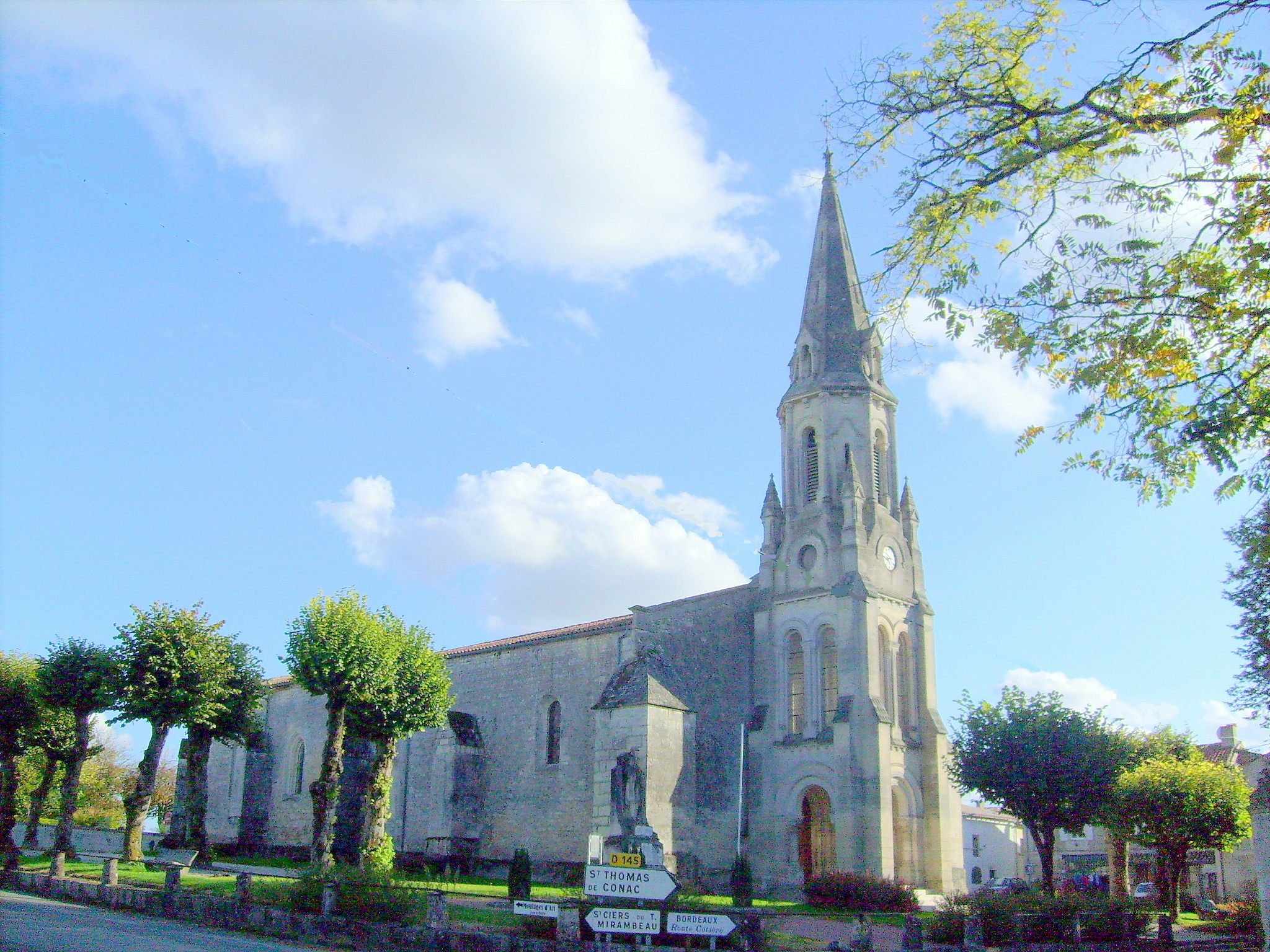
Église Saint-Michel, Saint-Dizant-du-Gua

Construite très tôt dans l'âge roman, voire à l'époque carolingienne, l'église Saint-Michel devait ne pas être voutée à l'origine, car il y avait de larges fenêtres au sud. L'église devait également être plus vaste, car le chœur réutilise des pierres anciennes. La voûte a été refaite au XVIIIe siècle. Le clocher est une flèche polygonale. Une chapelle découverte en 1984 a été restaurée.
On y trouve un bénitier en pierre inscrit aux Monuments Historiques depuis le 5 décembre 1908. Sur chacune des faces sont sculptées quatre figures : La Prudence est représentée par une femme drapée portant une tour surmontée d'une croix, la Justice par une femme couronnée et armée d'un glaive au repos, la Force par un guerrier armé et terrassant un lion, la Tempérance par une femme portant entre ses mains un vase fermé.
C'est une œuvre du XVe restaurée en 1992 par Roger Colliou.
Un navire ex-voto du XIXe inscrit depuis le 10 novembre 1980.
Un autel, retable en bois peint datant du XVIIIe inscrit depuis le 27 février 1984.
Enfin, inscrit lui aussi depuis le 27 février 1984, un tableau représentant la Crucifixion avec le Christ en croix, la Vierge, saint Jean et sainte Marie-Madeleine. Daté du XVIIIe, il a été restauré en 1983 par J.P.Clergeau.

### Château de Beaulon
Le château de Beaulon à l'entrée du bourg, face à l'église, jouit d'un parc arboré et fleuri est appelé « Les fontaines bleues ». Le château est inscrit aux Monuments Historiques par arrêté du 16 décembre 1987 et le parc est sur le pré-inventaire.

### Le vieux lavoir
Le vieux lavoir, dans la rue du Château, est toujours présent dans le village.

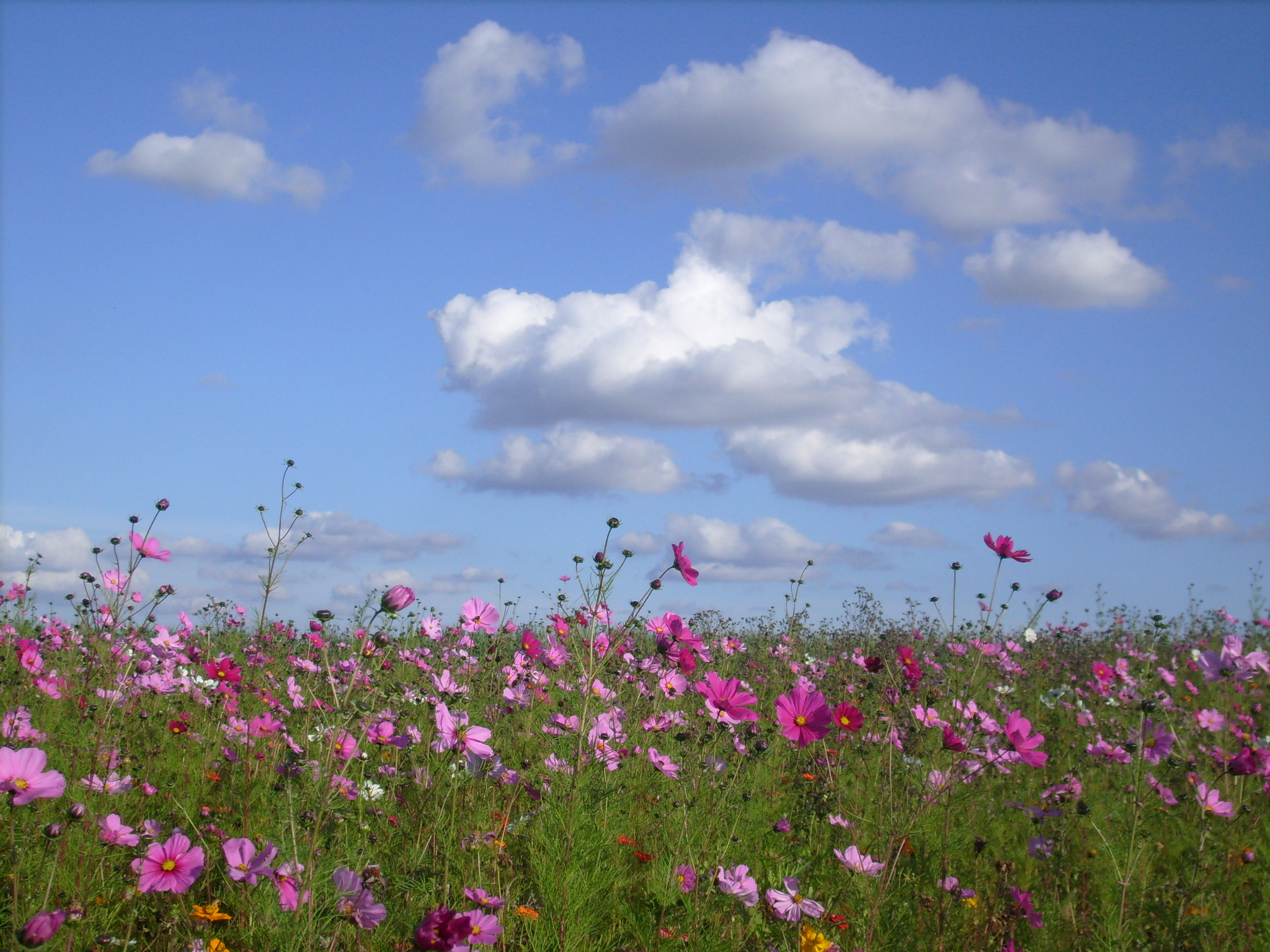
Paysage autour de Saint-Dizant-du-Gua
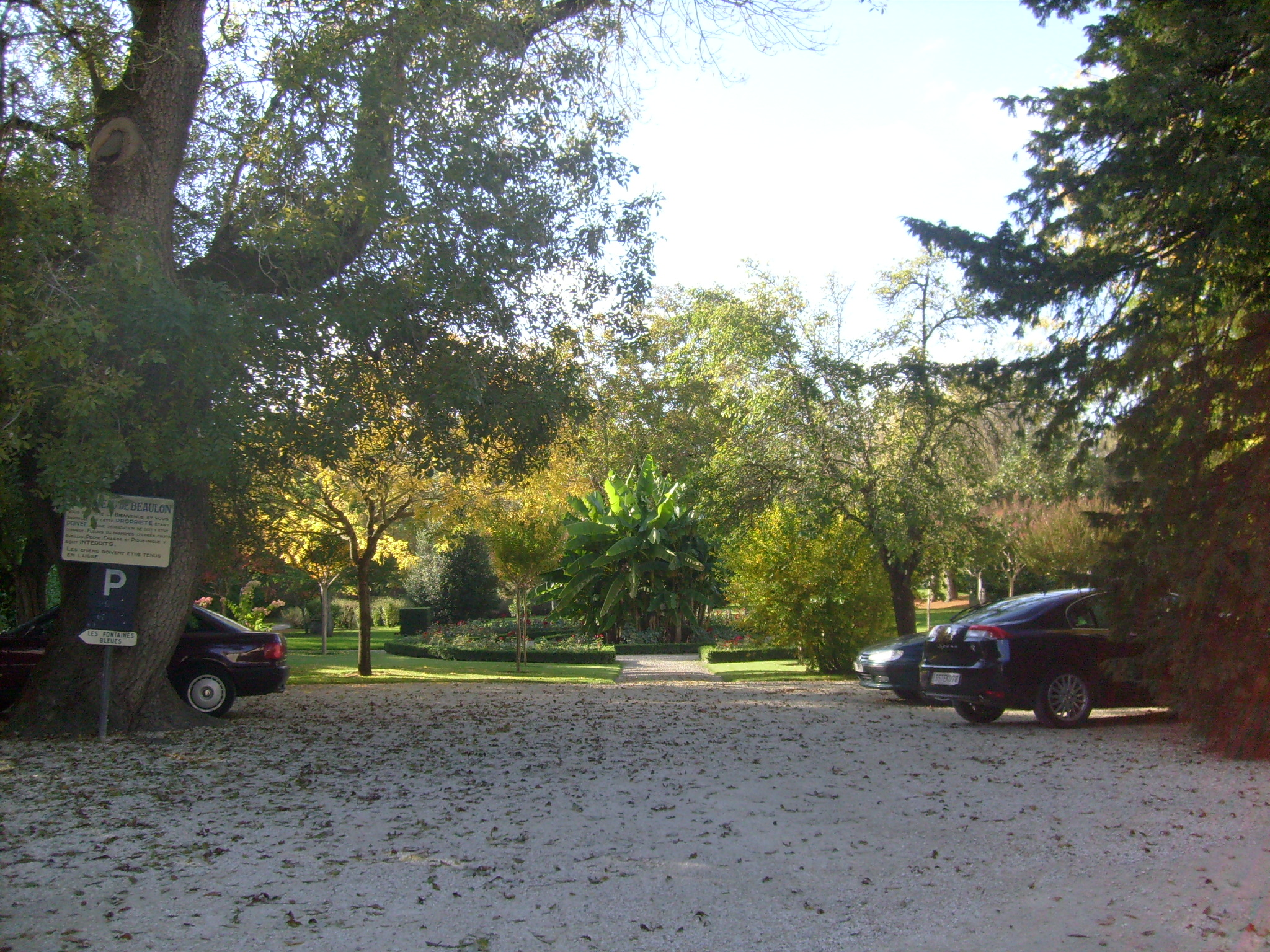
Le parc du château de Beaulon
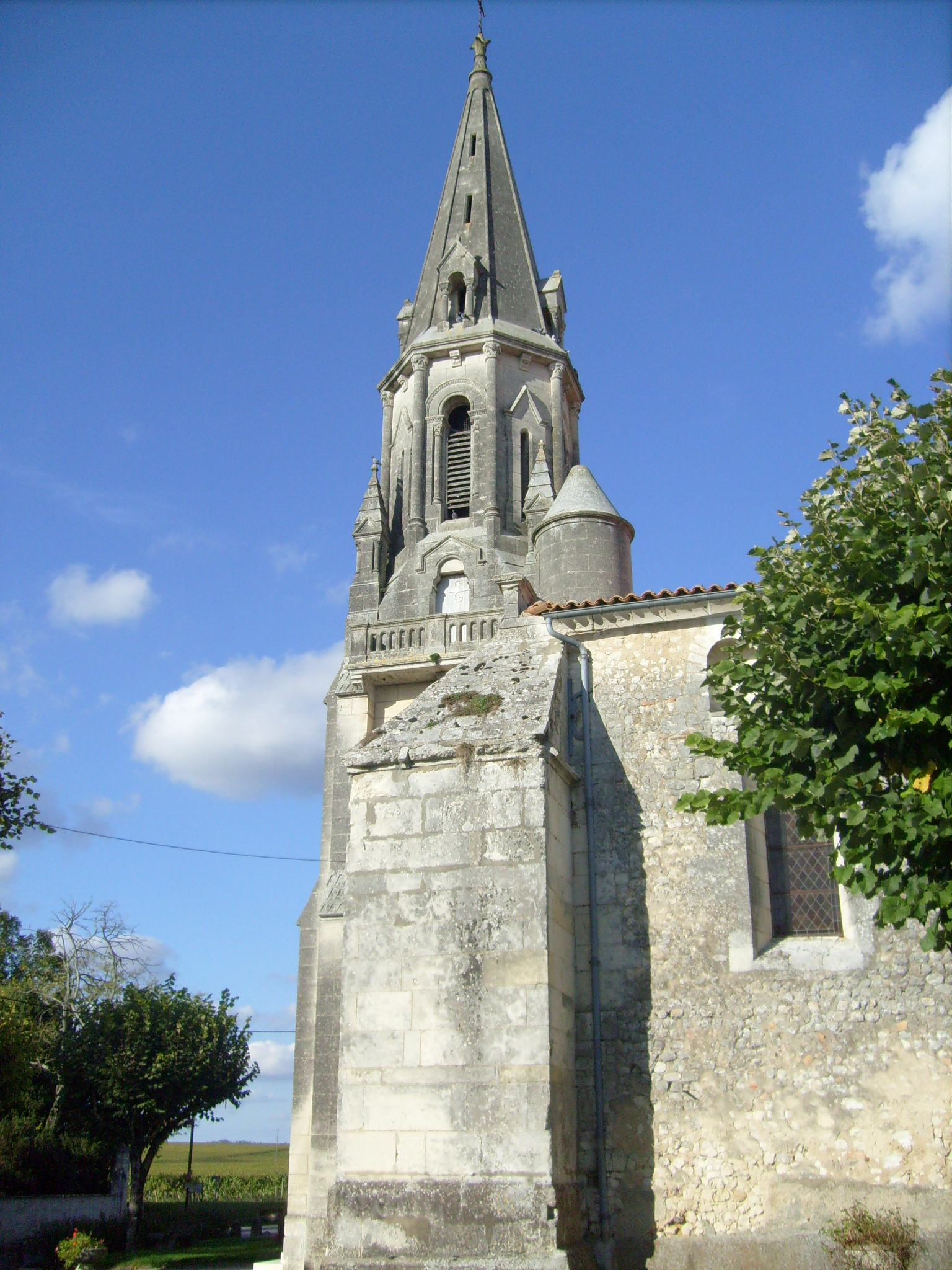
La flèche de l'église

## Commerces et Artisanat
- Alimentation générale
- Bar-Tabac, Station-service
- Garage automobile
- Coiffure homme
- Coiffure mixte
- Société de maçonnerie
- Société d'installation de piscines